# Microula
Microula är ett släkte av strävbladiga växter. Microula ingår i familjen strävbladiga växter.

## Dottertaxa tillMicroula, i alfabetisk ordning[1]
- Microula bhutanica
- Microula blepharolepis
- Microula ciliaris
- Microula compressa
- Microula diffusa
- Microula efoveolata
- Microula filicaulis
- Microula floribunda
- Microula forrestii
- Microula galactantha
- Microula helenae
- Microula hispidissima
- Microula involucriformis
- Microula jilongensis
- Microula leiocarpa
- Microula leucantha
- Microula longipes
- Microula longituba
- Microula muliensis
- Microula mustangensis
- Microula myosotidea
- Microula oblongifolia
- Microula ovalifolia
- Microula pentagona
- Microula polygonoides
- Microula pseudotrichocarpa
- Microula pustulosa
- Microula rockii
- Microula sikkimensis
- Microula spathulata
- Microula stenophylla
- Microula tangutica
- Microula tenella
- Microula tibetica
- Microula trichocarpa
- Microula turbinata
- Microula turczaninovii
- Microula younghusbandii